# Werner E. Gerabek
Werner Erwin Gerabek (né le 14 juillet 1952 à Gerolzhofen) est un historien allemand, germaniste et historien de la médecine ainsi que fondateur et directeur général de la maison d'édition scientifique allemande (DWV) (de).

## Biographie
Werner E. Gerabek, fils du professeur Franz Gerabek (1912-1985), étudie aux écoles primaires de Lülsfeld et Giebelstadt et le lycée Röntgen de Wurtzbourg (de). Il y obtient son diplôme d'études secondaires en 1973. Il étudie l'allemand, l'histoire et les sciences sociales à l'Université de Wurtzbourg. Ses professeurs académiques sont Hans-Jürgen Schings (de), Kurt Ruh (de), Norbert Richard Wolf (de), Heinrich Rombach (de), Georg Brunner (de), Peter Johanek (de), Peter Herde (de) et Otto Meyer (de). En 1980, il réussit l'examen scientifique pour l'enseignement dans les lycées (examen d'État). La même année, il devient assistant de recherche à l'Institut d'histoire de la médecine de l'Université de Wurtzbourg, dirigé par Gundolf Keil. Il y poursuit ses études dans le domaine de l'histoire médicale. Après avoir travaillé comme étudiant stagiaire à Schweinfurt et Traunstein (1984-1986) et avoir passé le deuxième examen d'État, Gerabek devient assistant de recherche à l'Institut d'histoire de la médecine de l'Université de Wurtzbourg en 1986. En 1988, avec une thèse sur Jean Paul, qu'il écrit avec Günter Hess (de) et Helmut Pfotenhauer (de), à la Faculté de Philosophie II de l'Université de Wurtzbourg, il obtient un doctorat. Il est conseiller académique temporaire et est habilité en 1995 à la faculté de médecine de l'université de Wurtzbourg avec une thèse sur Friedrich Wilhelm Joseph Schelling pour l'histoire de la médecine, reçoit la Venia legendi (de) et est nommé maître de conférences. De 1996 à 2012, il enseigne l'histoire médicale en tant que conférencier habilité à délivrer des doctorats à l'Université de Ratisbonne. En 2001, Gerabek est nommé professeur adjoint d'histoire et d'éthique de la médecine à la Faculté de médecine de l'Université de Wurtzbourg.
En 1998, Gerabek fonde la maison d'édition scientifique allemande (DWV) (de) à Wurtzbourg, qu'il dirige toujours aujourd'hui
Sur la base de ses recherches sur l'histoire des relations scientifiques germano-turques en médecine, Gerabek reçoit la plaque Atatürk de la faculté de médecine de l'Académie de médecine militaire Gülhane (de) à Istanbul en 1998.

## Recherches
Les principaux domaines de travail de Gerabek comprennent l'histoire de la médecine et de la dentisterie sous le national-socialisme. D'autres domaines de travail sont la médecine et l'anthropologie des Lumières et du romantisme allemands, l'histoire de la dentisterie, l'histoire médicale de Wurtzbourg et la lexicographie médico-historique. Il est employé de la Neue Deutsche Biographie, pour laquelle il a jusqu'à présent écrit 51 articles sur les professionnels de la santé. Il travaille également sur la médecine médiévale, notamment en tant que critique pour les Deutsches Archiv für Erforschung des Mittelalters (de), l'organe de publication des Monumenta Germaniae Historica (MGH), et en tant que contributeur au Lexikon des Mittelalters (de) et au Verfasserlexikon (de). En 1998, il écrit pour le Harenberg (de) Lexikon der Nobelpreisträger. Dix-huit articles ergographiques sur les lauréats du prix Nobel de physiologie ou de médecine. En 2005, Gerabek publie avec Bernhard Dietrich Haage, Gundolf Keil et Wolfgang Wegner, l'Enzyklopädie Medizingeschichte en 1998 en tant qu'historique médical « Pschyrembel (de) »,, pour lequel il écrit lui-même 164 articles.
Gerabek publie jusqu'à présent plus de 400 articles et dirige de nombreuses thèses dans les universités de Wurtzbourg et Ratisbonne en tant que directeur de doctorat. Une doctorante de Gerabeks reçoit le « Prix de la recherche sur le rôle de la profession médicale à l'ère du national-socialisme » de l'Association médicale allemande (de) pour sa thèse sur le dentiste SS Willy Frank.

## Activité de réviseur scientifique
Werner Gerabek travaille en tant que critique pour l'histoire de la médecine pour la Fondation académique nationale allemande, la Fondation Alexander-von-Humboldt et le Fonds national suisse pour la promotion de la recherche scientifique (FNS). Il travaille également comme expert pour la Wiener Klinische Wochenschrift. Gerabek est également membre du Catalogue national basé sur les compétences des objectifs d'apprentissage en dentisterie (NKLZ).

## Adhésions
- Association allemande du commerce du livre (de)
- Société d'histoire des sciences, de la médecine et de la technologie (de)
- Association d'histoire médicale
- Société Max-Liebermann, Berlin

## Publications (sélection)
en tant qu'auteur :
- „Consolida maior“, „Consolida minor“ und eine Kräuterfrau. Medizinhistorische Beobachtungen zur Reinhardsbrunner Briefsammlung. In: Sudhoffs Archiv. Zeitschrift für Wissenschaftsgeschichte. Band 67, 1983, S. 80–93.
- Naturphilosophie und Dichtung bei Jean Paul. Das Problem des Commercium mentis et corporis. Akademischer Verlag, Stuttgart 1988  (ISBN 3-88099-206-1) (Dissertation, Universität Würzburg, 1987).
- Jean Paul und die Physiognomik. In: Sudhoffs Archiv. Zeitschrift für Wissenschaftsgeschichte. Band 73, 1989, S. 1–11.
- Deutsch-türkische Kulturbeziehungen: Alfred Kantorowicz und sein Schüler Lem’i Belger. In: Zahnärztliche Mitteilungen. Band 80, 1990, S. 786–793.
- Der Leipziger Physiologe Carl Ludwig und die medizinische Instrumentation. In: Sudhoffs Archiv. Zeitschrift für Wissenschaftsgeschichte. Band 75, 1991, S. 171–179.
- Schenck, Johann, von Würzburg. Wundarzt in Trier, 15. Jh. In: Die deutsche Literatur des Mittelalters. Verfasserlexikon (de). 2. Auflag, hrsg. von Kurt Ruh und anderen. Band 8. Walter de Gruyter, Berlin/ New York 1991, Sp. 637–639.
- N[ikolaus] v[on] Reggio. In: Lexikon des Mittelalters (de). Band 6. München/Zürich 1993, Sp. 1186 f.
- Friedrich Wilhelm Joseph Schelling und die Medizin der Romantik. Studien zu Schellings Würzburger Periode. Peter Lang, Frankfurt am Main 1995  (ISBN 3-631-48865-3) (Zugleich Habilitationsschrift, Universität Würzburg, 1995).
- „Das Sterben ist das letzte Magnetisieren“ oder Die Wandlungen des Mesmerismus. In: Schriftenreihe der Deutschen Gesellschaft für Geschichte der Nervenheilkunde. 1, 1996, S. 133–138.
- Der Würzburger Arzt und Naturgelehrte Philipp Franz von Siebold. Der Begründer der modernen Japanforschung. In: Würzburger medizinhistorische Mitteilungen. Band 14, 1996, S. 153–160.
- Die Verdienste deutscher Mediziner bei der Verwirklichung der Universitätsreform von Atatürk (1933). In: Arslan Terzioglu, Erwin Lucius (Hrsg.): Verhandlungen des Symposions über die Universitätsreform von Atatürk und die Medizin zu dieser Zeit. 25. Oktober 1996. Istanbul 1997 (= Acta Turcica Historiae Medicinae. Band 4), S. 31–39.
- Karl Philipp Moritz (1756–1793) – Ein Pionier der Seelenheilkunde. In: Schriftenreihe der Deutschen Gesellschaft für Geschichte der Nervenheilkunde. 5, 1999, S. 17–26.
- The tooth-worm: historical aspects of a popular medical belief. In: Clinical Oral Investigations. Band 3, 1999, Heft 1, S. 1–6.
- mit August Heidland und K. Sebekova: Franz Volhard and Theodor Fahr: achievements and controversies in their research in renal disease and hypertension. In: Journal of Human Hypertension. Band 15, 2001, S. 5–16.
- Lorenz Oken und die Medizin der Romantik. Die Würzburger Zeit des Naturforschers (1804–1805). In: Olaf Breidbach, Hans-Joachim Fliedner, Klaus Ries (de) (Hrsg.): Lorenz Oken (1779–1851). Ein politischer Naturphilosoph. Weimar 2001, S. 52–72.
- zahlreiche Beiträge in Werner E. Gerabek, Bernhard Dietrich Haage, Gundolf Keil, Wolfgang Wegner (Hrsg.): Enzyklopädie Medizingeschichte. De Gruyter, Berlin/ New York (2004) 2005  (ISBN 3-11-015714-4) ; 2. Auflage in drei Bänden ebenda 2007.
- Zahnpflege. In: Reallexikon der Germanischen Altertumskunde. Begründet von Johannes Hoops. 2., völlig neu bearbeitete und stark erweiterte Auflage. Hrsg. von Heinrich Beck, Dieter Geuenich (de) u. a. Band 34. Walter de Gruyter, Berlin/ New York 2006, S. 419–422.
- Das Gesundheitswesen der Stadt Würzburg. In: Ulrich Wagner (Hrsg.). Geschichte der Stadt Würzburg. Vom Übergang an Bayern 1814 bis zum 21. Jahrhundert. Band III, 1, S. 770–776, und Band III, 2, S. 1332, Stuttgart 2007.
- Romantische Medizin und Religiosität. In: Peter Dinzelbacher (de) (Hrsg.): Mystik und Natur. Zur Geschichte ihres Verhältnisses vom Altertum bis zur Gegenwart. Walter de Gruyter, Berlin/ New York 2009 (= Theophrastus Paracelsus Studien. Band 1), S. 141–154.
- Der Marburger Rassenhygieniker und Bakteriologe Prof. Dr. med. Wilhelm Pfannenstiel. In: Von der Ausgrenzung zur Deportation in Marburg und im Landkreis Marburg-Biedenkopf. Neue Beiträge zur Verfolgung und Ermordung von Juden und Sinti im Nationalsozialismus. Ein Gedenkbuch. Hrsg. von Klaus-Peter Friedrich im Auftrag der Geschichtswerkstatt, Marburg 2017, S. 417–424.

en tant qu'éditeur :
- mit Josef Domes, Bernhard D. Haage, Christoph Weißer, Volker Zimmermann: Licht der Natur. Medizin in Fachliteratur und Dichtung. Festschrift für Gundolf Keil zum 60. Geburtstag. Kümmerle, Göppingen 1994  (ISBN 3-87452-829-4).
- mit Bernhard Dietrich Haage, Gundolf Keil und Wolfgang Wegner: Enzyklopädie Medizingeschichte. De Gruyter, Berlin/ New York (2004) 2005,  (ISBN 3-11-015714-4 et 978-3-11-015714-7) ; 2. Auflage in drei Bänden (bei gleicher Seitenzählung) ebenda 2007 und 2009.
- mit Ludwig Schießl, Manfred Jähne, Michael Nerlich, Thomas Richter und Christoph Weißer (Hrsg.): Doktor Eisenbarth (1663–1727). Ein Meister seines Fachs: Medizinhistorische Würdigung des barocken Wanderarztes zum 350. Geburtstag. Deutscher Wissenschafts-Verlag (DWV), Baden-Baden 2013  (ISBN 3-86888-064-X).